# Małgorzata Seweryn
Małgorzata Seweryn (ur. 23 sierpnia 1971 w Zawierciu) – polska artystka plastyk. Zajmuje się głównie grafiką (litografia, linoryt, sitodruk, akwaforta), także grafiką komputerową, malarstwem (malarstwo olejne, akwarela) oraz fotografią. Jest autorką ok. 500 ekslibrisów oraz podobnej ilości grafik, a także podobnej ilości obrazów (olejne, akwarele).

## Nauka i studia
W latach 1987–1992 uczuła się w Państwowym Liceum Sztuk Plastycznych w Katowicach uzyskując dyplom z wyróżnieniem ze specjalizacji metaloplastyka. W latach 1993–1998 studiowała w Instytucie Plastyki w Wyższej Szkole Pedagogicznej w Częstochowie (obecnie Uniwersytet Humanistyczno-Przyrodniczy im. Jana Długosza w Częstochowie), kończąc je dyplomem z litografii w 1998 u prof. dra hab. Grzegorza Banaszkiewicza i dr hab. Krystyny Szwajkowskiej. Zrealizowała od listopada 1999 do czerwca 2000 stypendium rządu belgijskiego z 1999 r. na studia w Królewskiej Akademii Sztuk Pięknych w Antwerpii w Belgii. Była stypendystką, w latach 1997, 2000, 2001 oraz 2002, Centrum Graficznego Fransa Masserela w Kasteerle w Belgii.

## Nagrody i medale
- Nagroda Rektora WSP – nagroda za szczególne osiągnięcia naukowo-artystyczne w roku akademickim 1997/1998, Częstochowa, 1998
- Inne nagrody i medale (w konkursach i na wystawach): Częstochowa, Gliwice, Kraków (3), Katowice,
- Wyróżnienie (w konkursie): Guadelupe, Meksyk, 2000

## Wystawy i konkursy
W latach 1996–2008 Małgorzata Seweryn wzięła udział w ponad 130 krajowych i międzynarodowych wystawach i konkursach. Jest autorką 36 wystaw indywidualnych eksponowanych w kraju i za granicą, w tym: 
- 23 krajowych – Bytom, Częstochowa (3 wystawy), Gliwice (3), Katowice (3), Kielce, Kraków (Galeria Ekslibrisu Domu Kultury “Podgórze”), Łódź ("Widzewska Galeria Ekslibrisu"), Oborniki Śląskie, Piekary Śląskie, Sanok, Siemianowice Śląskie, Szczekociny, Tarnów (2), Warszawa ("Warszawska Galeria Ekslibrisu") (3).
- 12 zagranicznych – w Europie, głównie w Niemczech, Holandii, Belgii i Francji: Akwizgran, Amsterdam, Antwerpia (4), Annecy, Chambéry, Geldrop (Holandia), Eindhoven, Laakdal, Lier.

Małgorzata Seweryn brała udział w bardzo wielu wystawach zbiorowych i konkursach w kraju i za granicą. Uczestniczyła w ponad 100 konkursach i wystawach zbiorowych na wszystkich kontynentach (Europa, Afryka, Ameryka Północna i Południowa, Australia, Azja): Aktobe, Kazachstan; Ankara, Turcja; Antwerpia, Belgia (2 wystawy); Arad, Rumunia; Barcelona, Hiszpania; Pekin, Chiny; Belgrad, Jugosławia; Bratysława, Słowacja; Brunico, Włochy; Cadaques, Hiszpania (7); Chamalieres, Francja; Chambery, Francja; Cluj, Rumunia (2); Kluż-Napoka, Rumunia (2); Gallarate, Włochy; Geelong, Australia; Geldrop, Holandia (2); Giza, Egipt; Guadelupe, Meksyk; Havirov, Czechy; Holandia; International Johan Schwencke Competition; Laakdal, Belgia; Londyn, Wielka Brytania; Mühlheim, Niemcy (2); Münster, Niemcy (4); Paryż, Francja; Rijeka, Chorwacja (2); Rosario, Argentyna (2); Sint-Niklaas, Belgia (2); Tarragona, Hiszpania; Trakai (Troki), Litwa (2); Varese, Włochy; Ville Marie, Kanada (2), Warna, Bułgaria.
Wzięła udział w 75 konkursach i wystawach zbiorowych w całej Polsce: Będomin, Brzesko, Bytom, Chorzów, Częstochowa (10), Gliwice (6), Jelenia Góra, Kalisz, Katowice (5), Koniecpol, Kraków (18), Krośniewice, Lwówek Śląski, Nieborów, Ostrów Wielkopolski (5), Piekary Śląskie, Poznań (2), Sanok, Skarżysko Kamienna, Skierniewice, Stara Wieś, Szczecin, Tarnów, Tyniec, Warszawa (6), Wieliczka, Wojcieszów, Wrocław, Zielona Góra. 
Niemal każdej wystawie ekslibrisów towarzyszył katalog, w sumie zebrała ich ponad 100.

## Publikacje
- "Impresje Antwerpijskie", Ex bibliotheca nr 2(4), Warszawa 2000, str. 6
- "Życie i twórczość Edwarda Hartwiga", Materiały V Sympozjum Dydaktyki Fotografii – "Fotografia w kształceniu wyobraźni – II", Wydawnictwo WSP Częstochowa, Seria Wychowanie Artystyczne 1998, zeszyt VIII, str. 187–206
- "Inspirujący Jednoróg", Ex Bibliotheca nr 1(5), Warszawa 2001, str. 11–12
- "Seweryn 2002", Ex Bibliotheca nr 1(7), Warszawa 2002, str. 4–6
- "III Międzynarodowy Przegląd Ekslibrisu Drzeworytniczego i Linorytniczego im. Pawła Stellera "Katowice 2001", Ex Bibliotheca nr 1(7), Warszawa 2002, str. 20

W prasie, głównie polskiej, ale także sporadycznie w niemieckiej zamieszczono ok. 40 recenzji, artykułów i informacji o twórczości Małgorzaty Seweryn, najczęściej ilustrowanych ekslibrisami jej autorstwa.